# Frillesås
Frillesås ist ein Ort (Tätort) in der schwedischen Provinz Hallands län und in der historischen Provinz Halland.
Der fast 3000 Einwohner (2015) zählende Ort liegt hauptsächlich in der Gemeinde Kungsbacka, etwa 25 km südlich von Kungsbacka am Kattegat. Ein Teil des Tätorts liegt seit dem Zusammenwachsen mit dem zuvor eigenständigen Löftaskog 2015 auf dem Territorium der südlichen Nachbargemeinde Varberg (589 Einwohner auf einer Fläche von 204 Hektar, 2015).
Durch den Ort führt die Västkustbanan, jedoch besteht im Ort kein Haltepunkt. Die Europastraße 6 zwischen Helsingborg und Göteborg verläuft westlich von Frillesås.
In Frillesås fand im Jahre 1848 die erste Baptistentaufe Schwedens statt. Es gibt eine baptistische Gedächtniskirche in Frillesås.
Die Mehrheit der Werktätigen pendelt heute vor allem nach Göteborg.